# Corina Căprioriu
Corina Căprioriu (Lugoj, 18 de julio de 1986) es una deportista rumana que compite en judo.
Participó en los Juegos Olímpicos de Londres 2012, obteniendo una medalla de plata en la categoría de –57 kg. Ha ganado dos medallas en el Campeonato Mundial de Judo, plata en 2015 y bronce en 2011, y dos medallas en el Campeonato Europeo de Judo, oro en 2010 y bronce en 2011.

## Palmarés internacional
| Juegos Olímpicos   | Juegos Olímpicos      | Juegos Olímpicos  | Juegos Olímpicos |
| Año                | Lugar                 | Medalla           | Categoría        |
| ------------------ | --------------------- | ----------------- | ---------------- |
| 2012               | Londres (Reino Unido) | Medalla de plata  | –57 kg           |
| Campeonato Mundial |                       |                   |                  |
| Año                | Lugar                 | Medalla           | Categoría        |
| 2011               | París (Francia)       | Medalla de bronce | –57 kg           |
| 2015               | Astaná ( Kazajistán)  | Medalla de plata  | –57 kg           |
| Campeonato Europeo |                       |                   |                  |
| Año                | Lugar                 | Medalla           | Categoría        |
| 2010               | Viena (Austria)       | Medalla de oro    | –57 kg           |
| 2011               | Estambul (Turquía)    | Medalla de bronce | –57 kg           |